# Lebinthus striolatus
Lebinthus striolatus är en insektsart som först beskrevs av Brunner von Wattenwyl 1898.  Lebinthus striolatus ingår i släktet Lebinthus och familjen syrsor. Inga underarter finns listade i Catalogue of Life.